# Vitalius Vladas Andriušaitis
Vitalius Vladas Andriušaitis (* 26. Juni 1927 in Žiūrai-Gudeliai, Rajongemeinde Vilkaviškis; † 9. Oktober 2006) war ein litauischer Sportpädagoge, Schachtrainer und Schiedsrichter, Ehrenbürger der Rajongemeinde Plungė.

## Leben
1940 lernte Andriušaitis in der Žiūrai-Gudeliai-Grundschule, danach an der Hauptschule Šunskai bei Marijampolė, im Progymnasium in Pilviškiai bei Vilkaviškis und später am Gymnasium Marijampolė (1950). Er interessierte sich für Schach seit seiner Kindheit. Andriušaitis spielte eine Simultanschach-Partei mit Vladas Mikėnas, als dieser im Gymnasium zu Besuch war. 1954 absolvierte er das Diplomstudium der Geschichte am Staatlichen Pädagogischen Institut in Vilnius. Drei Jahre war Andriušaitis Institutsmeister im Einzelschach. Ab 1954 arbeitete er an der 1. Mittelschule Plungė. Von 1954 bis 1979 lehrte er die Geschichte und Gesellschaftswissenschaften an der heutigen Hauptschule Plungė. 1958 gründete er das Schachunterricht im Pionierhaus Plungė. 1964 errichtete er mit Antanas Jadziauskas die Sportschule Plungė und dort die Schachsektion. Zu den von ihm betreuten Schachspielern zählten Vitalijus Majorovas (1961–1997), WFM Laima Domarkaitė und FIDE-Trainer Laimonas Kudžma. Andriušaitis arbeitete als Trainer bis 2006. Er gründete den Schachverein Plungės visuomeninis šachmatų klubas „Bokštas“ und leitete ihn als Direktor von 1992 bis 2006.
Andriušaitis war Kandidat zum Meister des Sports im Schach. 1965 und 1966 wurde er Meister im Schach des Rajons Plungė. 1959 und 1960 wurde er Sieger sowie 1957 und 1967 belegte er den 3. Platz bei der Schachmeisterschaft des litauischen "Nemunas"-Sportvereins (Lietuvos savanoriška sporto draugija “Nemunas”). Andriušaitis war Schiedsrichter nationaler Kategorie. Er war Mitglied des Ausführungskomitees der Lietuvos šachmatų federacija (LŠF) und der Kommission für Kinder und Jugend der LŠF. Andriušaitis wurde als Vertreter der Sportgemeinschaft Plungė zum Delegat der Restituierenden Versammlung von Lietuvos tautinis olimpinis komitetas gewählt.

## Familie
Andriušaitis war verheiratet mit Jadvyga Jasaitė. Sie hatten zwei Töchter (Violeta und Alma).

## Vitalius Andriusaitis Memorial
Seit 2007 wird Vitalius Andriusaitis Memorial jährlich veranstaltet. Vom 20. bis 26. Juli 2015 nahmen etwa 80 Schachspieler aus Litauen, Lettland, Polen, Russland, Israel und Dänemark, darunter ein Schachgroßmeister, vier Internationale Meister und zwei FIDE-Meister am internationalen Turnier teil. Am 18. Oktober 2015 wurde ein internationales Schnellschach-Turnier mit FIDE-Registrierung mit 25 Teilnehmern (3 Spieler aus Liepāja, Lettland) zum Andriušaitis-Andenken organisiert.

## Ehrung und Andenken
- 2011: Kandidat in die Kategorie "Mensch-Zeitgenosse", Wettbewerb "Nationale Werte" der Tageszeitung Respublika[9]
- 2001: Ehrenbürger der Rajongemeinde Plungė
- 2013: Schnellschachmeisterschaft Vilnius zum Andenken von Vitalius Vladas Andriušaitis[10]
- 2013: XXXIIIrd International Chess Tournament „Plunge 2013“ (The tournament is for Vitalius Andriusaitis memorial)[11]
- 2014: XXXIV International Chess Tournament „Plunge 2014“ (The tournament is for Vitalius Andriusaitis memorial)[12]
- 2015: XXXV International Chess Tournament „Plunge 2015“ (The tournament is for Vitalius Andriusaitis memorial)
- 2015: Vitalius Vladas Andriusaitis Memorial Rapid Chess Tournament[13][14]

## Auszeichnungen
- 1979: Verdienter Trainer der Litauischen Sozialistischen Sowjetrepublik
- 1997: Verdienter Trainer der Litauischen Republik[15]
- 1997: Medaille „Für Verdienste um Sport Litauens“ von Department für Körperkultur und Sport bei der Regierung der Republik Litauen